# Seychellerna i olympiska sommarspelen 1984
Seychellerna deltog i de olympiska sommarspelen 1984, men ingen av landets deltagare erövrade någon medalj.

## Friidrott
Herrarnas 10 000 meter
- Albert Marie
  - Kval — 32:04,11 (→ gick inte vidare, 41:a plats)

Damernas 100 meter
- Mane Ange Wirtz
  - Heat — 12,61 (→ gick inte vidare, 44:e plats av 46)

Damernas längdhopp
- Marie Ange Wirtz
  - Kval — 5,21 m (→ gick inte vidare, 23:e plats)